# Wilhelm Hanstein
Wilhelm Hanstein (3 de agosto de 1811, Berlín - 14 de octubre de 1850 Magdeburgo) fue un ajedrecista alemán, cofundador de la Escuela de Berlín. En 1846 fundó la primera revista de ajedrez alemán, Schachzeitung der Berliner Schachgesellschaft , que más tarde tomaría el nombre de Deutsche Schachzeitung, junto a ajedrecistas como Ludwig Bledow.

## Biografía
Hanstein era el hijo del teólogo protestante Gottfried August Ludwig Hanstein.
Su maestro en el ajedrez fue Ludwig Bledow. Entre los distintos maestros de la Escuela de Berlín, disputó con más frecuencia enfrentamientos contra Tassilo von Heydebrand und der Lasa y Carl Mayet. Hanstein se consideró conocedores de apertura y trabajó temporalmente en el de Paul Rudolph de Bilguer disminución Manual de ajedrez con (el autor principal era de Heydebrand y Lasa). Después de los Bledows muerte en 1846 por fin se hizo cargo de la dirección editorial del Berlín periódico Ajedrez .
De él se conocen dos competiciones. Ganó en 1842 contra Carl Jaenisch 4: 1 con sólo un empate y 1847 contra Carl Mayet 12: 5 en un empate también.
En 1848, Hanstein era, el abogado fue nombrado un gobierno de Magdeburgo. Murió dos años después de una enfermedad.
Después Hanstein es una variante del Rey Springer Gambit nombrado. El Hanstein Gambit surge después de los movimientos 1. е7-е5 2. e5xf4 3. Sg1-f3-g5 g7 4. Lf1-c4 LF8 g7, al blanco para dibujar е2-е4 f2-f4 lugar h2-h4, su continuo desarrollo y luego el enemigo está atacando a campesinos con g2-g3. [1]
- Datos: Q67769
- Multimedia: Wilhelm Hanstein (chessplayer) / Q67769